# Pocahontas II - Viaggio nel nuovo mondo
Pocahontas II - Viaggio nel nuovo mondo (Pocahontas II: Journey to a New World) è un film d'animazione direct-to-video del 1998, sequel del Classico Disney Pocahontas.

## Trama
A Londra, John Smith cerca di sfuggire alle guardie inglesi che lo devono arrestare e decapitare per aver tradito il re Giacomo I nella missione in Virginia (in realtà, il colpevole è Ratcliffe). Ma quando sta per cadere da un palazzo, il Governatore Ratcliffe lo fa finire nel Tamigi, pensando di averlo ucciso. Ratcliffe finge di piangere davanti al re e alla sua consorte, la regina Anna, facendo credere di aver tentato di salvare John Smith per catturarlo, ma senza riuscirci. Il re è furioso, perché voleva Smith vivo. La regina consiglia di aspettare il ritorno del diplomatico John Rolfe, in viaggio per l'America, per convincere il capo Powhatan a venire in Inghilterra con lui. Intanto, il re permette a Ratcliffe di preparare l'armata per andare a prendere l'oro in Virginia, ma prima dovrà aspettare il ritorno di Rolfe e il capo indiano.
Intanto in Virginia, un anno dopo il primo film e con la voce sparsa fino ai coloni bianchi del posto sulla morte di Smith, la nativa americana Pocahontas è ancora triste per lui (non si separa mai dalla bussola di Smith) e se ne sta in disparte, in compagnia dei suoi amici, il procione Meeko, il colibrì Flit e il cagnolino Percy (nel primo film, Ratcliffe era il suo padrone). Quando John Rolfe arriva in America, conosce la principessa nativa allorché quest'ultima cercava di fermare la sua gente che voleva combattere con i coloni e, sentendo due donne parlare di lei, crede che sia il capo della tribù autoctona e la va a cercare.
Mentre i powhatan al villaggio fanno una festa, arriva John Rolfe, che offre il suo cavallo come dono di pace a Pocahontas, anche se scopre che non era lei il capo. Comunque, invita Powhatan a venire con lui in Inghilterra, ma il capo rifiuta, con la motivazione che non vuole rubare il regno a re Giacomo. Pocahontas però si offre di andare al suo posto: Powhatan e Rolfe accettano.
Il giorno dopo Pocahontas parte per l'Inghilterra con il guerriero più forte della tribù, sostituto del defunto Kocoum, Utamatumaki (per brevità Utam), che l'accompagna per proteggerla, sotto ordine di Powhatan. Durante il viaggio, Pocahontas scopre che Meeko, Flit e Percy si sono nascosti sulla nave per seguirla nel suo viaggio e comincia anche a provare qualcosa per John Rolfe.
Arrivati a Londra, Pocahontas corre di qua e di là per la città, con il cuore pieno di stupore per ogni cosa che vede. Quando arriva Ratcliffe, la ragazza scopre che il governatore vuole tornare in America per prendere l'oro, anche se nel primo film si era detto che i nativi non possedevano nessun oro.
John Rolfe lascia i suoi ospiti dalla signora Jenkins, la sua governante e madre adottiva, e va dal re Giacomo.
Ratcliffe consiglia al re di invitare Pocahontas al Gran Ballo, per inserirsi meglio. In realtà, il governatore ha in mente un piano malefico e John Rolfe l'ha capito, ma Pocahontas accetta lo stesso di andare al Gran Ballo.
Rolfe e Pocahontas, accompagnati da Utam, vanno al Gran Ballo e ballano insieme, ma proprio quando stanno per baciarsi, Ratcliffe invita la ragazza a ballare e si mette a parlare di John Smith. Durante la cena, Ratcliffe ed un gruppo di giullari cantano una canzone per Pocahontas, poi fanno apparire un orso americano incatenato e lo infastidiscono con due forconi davanti a tutti gli ospiti divertiti.
Pocahontas, che è una grande amica degli animali, li ferma e, dopo aver chiamato re Giacomo, addita gli inglesi "barbari". Il re, ingiustamente, la fa arrestare, insieme ad Utam. John Rolfe riesce a liberarli aiutato da John Smith, sopravvissuto in realtà alla caduta nel fiume: infatti Ratcliffe aveva fatto credere al re che Smith fosse un traditore e l'ex-capitano si era dovuto nascondere per tutto quel tempo.
Pocahontas è felice di averlo ritrovato, ma è anche confusa, perché si sente molto più attratta da Rolfe.
Pocahontas decide poi di tornare a palazzo e affrontare il re.
Dopo aver ascoltato Pocahontas e aver capito di essere stato manipolato da Ratcliffe il re si schiera con gli indiani permettendo alla fanciulla di fermare il governatore e salvare i due popoli.
Sulla nave, Pocahontas e i suoi amici affrontano il governatore e i suoi uomini riuscendo ad impedirgli di lasciare l'Inghilterra. Dopo un duello tra John Smith e Ratcliffe, il primo riesce a disarmare il secondo ed a puntargli la spada alla gola. Il governatore implora pietà giurando di aver fatto solo il proprio dovere. Smith decide di risparmiarlo e gli intima la resa. Ratcliffe, sommesso e sconfitto, si rivela nuovamente un essere vile e infido, infatti estrae una pistola, ma, quando sta per ucciderlo, viene fermato da John Rolfe, che blocca il suo mantello al pennone della nave. Smith taglia quindi la corda del pennone sulla quale è sospeso Ratcliffe facendolo cadere in mare. Il governatore sopravvive e raggiunge la riva dove trova re Giacomo I furioso e, mentre cerca ancora di proteggersi mentendo e addossando la colpa di tutto a Pocahontas, viene arrestato e portato via per ordine del monarca, che gli dice di essere stufo delle sue menzogne.
In seguito, mentre John Rolfe viene nominato consigliere della corte regale, il re dà una nave a John Smith e lui invita Pocahontas a venire con lui, ma lei rifiuta, per due motivi: vuole tornare dalla sua gente e si è innamorata di John Rolfe. Nonostante sia ancora innamorato di Pocahontas, John Smith riesce a capirla e decide di lasciarla andare. Quando Pocahontas sale sulla nave incontra John Rolfe che decide di partire con lei come marinaio-colono, mentre Utam con indosso l'uniforme del consigliere rimane con la signora Jenkins e l'orso della festa.
John Rolfe e Pocahontas si baciano, mentre la nave si allontana verso la Virginia al tramonto.

## Personaggi
- Pocahontas: la principessa nativa americana che conoscerà Londra in questo film ed un nuovo amore. Ancora una volta tenterà di fermare gli inglesi ed il re, che vuole condannare a morte Smith per tradimento. La sua nemesi è di nuovo Ratcliffe ed essa finirà in prigione per dire la verità solo alla fine di questo film.
- John Rolfe: è un diplomatico e riuscirà a far distrarre Pocahontas dalla morte di Smith, in realtà ancora vivo, convincendola ad andare a Londra per motivi coloniali. S'innamoreranno l'uno dell'altro.
- John Smith: il marinaio e vecchio amore di Pocahontas, che è triste per lui, ma quando si scopre che è vivo e lei si è innamorata di un altro, lui accetterà generosamente tutto questo. Era stato accusato dal vero colpevole della missione fallita in Virginia nel primo film, Ratcliffe, rischiando per questo la vita.
- Governatore John Ratcliffe: è l'antagonista principale del film e del precedente, tornato in pista con nuovi scagnozzi per prendere l'oro in Virginia, dopo aver dato la colpa del precedente fallimento a Smith ed averne apparentemente provocato la morte. Ma Smith si è salvato e con Pocahontas gli darà filo da torcere fino alla battaglia finale sulla sua nave, alla fine viene arrestato dalle guardie di Re Giacomo I.
- Uttamatomakkin: è un uomo nativo freddo, silenzioso, imponente, forte e muscoloso che fa da guardia del corpo a Pocahontas, seguendola a Londra. Essendo il nuovo indiano più forte della sua tribù, sostituisce il defunto Kocoum.
- Signora Jenkins: è la governante della casa londinese di John Rolfe.
- Re Giacomo I: è il sovrano credulone e rigido d'Inghilterra e crede che gli indigeni siano selvaggi, ma solo perché Ratcliffe lo assilla continuamente con le sue menzogne. Dopo essere stato insultato da Pocahontas la farà arrestare, ma alla fine gli dicono come stanno le cose ed anche lui dà il colpo di grazia al menzognero Ratcliffe facendolo arrestare.
- Regina Anna: consorte meno rigida e gentile del re.
- Capo Powhatan: padre di Pocahontas e capo indiano saggio, lascerà andare la figlia a Londra, poiché per motivi coloniali lui stesso non voleva invadere il territorio di un altro.
- Nakoma: è la migliore amica di Pocahontas, sposatasi con un indiano del villaggio.
- Nonna Salice: è il vecchio salice come comunione degli indiani con la natura in Virginia.
- I giullari:  sono gli antagonisti secondari e minori della storia. Essi vengono assunti da Ratcliffe per la riuscita del suo subdolo piano. Inoltre, non sono nemmeno dei giullari autentici, ma dei farabutti che detengono un orso americano illegalmente.

## Doppiaggio
| Personaggio           | Doppiatore originale                  | Doppiatore italiano                        |
| --------------------- | ------------------------------------- | ------------------------------------------ |
| Pocahontas            | Irene Bedard (voce) Judy Kuhn (canto) | Ilaria Stagni (voce) Manuela Villa (canto) |
| John Smith            | Donal Gibson                          | Pino Insegno                               |
| Governatore Ratcliffe | David Ogden Stiers                    | Franco Chillemi                            |
| John Rolfe            | Billy Zane                            | Francesco Prando                           |
| Sig.ra Jenkins        | Jean Stapleton                        | Angiolina Quinterno                        |
| Re Giacomo I          | Jim Cummings                          | Stefano De Sando                           |
| Regina Anna           | Finola Hughes                         | Anita Bartolucci                           |
| Capo Powhatan         | Russell Means                         | Remo Girone                                |
| Nonna Salice          | Linda Hunt                            | Zoe Incrocci                               |
| Nakoma                | Michelle St. John                     | Monica Ward                                |

La direzione del doppiaggio italiano è a cura di Ludovica Modugno, su dialoghi di Andrea De Leonardis, per conto della Royfilm. La direzione musicale e i testi italiani della canzoni sono affidati ad Ermavilo.

## Riconoscimenti
- 1999 - Annie Awards
  - Candidatura per Miglior produzione animata per l'home entertainment

## Accoglienza
L'aggregatore di recensioni Rotten Tomatoes riporta una percentuale di gradimento del 29%, basato su 7 recensioni professionali.

## Edizione home video
In Italia il film è uscito in VHS nel maggio 1999, e poi in DVD distribuito dalla Warner nel 2000 e dalla Disney Video in collaborazione con Buena Vista Home Entertainment nel 2001, andato poi fuori catalogo. Più recentemente è stato distribuito anche in Blu-ray disc assieme al primo film.